# Diócesis de Ourinhos
La diócesis de Ourinhos (en latín: Dioecesis Parvauratana y en portugués: Diocese de Ourinhos) es una circunscripción eclesiástica latina de la Iglesia católica en Brasil, sufragánea de la arquidiócesis de Botucatu. La diócesis tiene al obispo Eduardo Vieira dos Santos como su ordinario desde el 19 de mayo de 2021. 

## Territorio y organización
La diócesis tiene 7104 km² y extiende su jurisdicción sobre los fieles católicos de rito latino residentes en 23 municipios del estado de São Paulo: Ourinhos, Alvinlândia, Bernardino de Campos, Canitar, Chavantes, Espírito Santo do Turvo, Fartura, Ibirarema, Ipaussu, Lupércio, Manduri, Ocauçu, Óleo, Piraju, Ribeirão do Sul, Salto Grande, Santa Cruz do Rio Pardo, São Pedro do Turvo, Sarutaiá, Taguaí, Tejupá, Timburi y Ubirajara.
La sede de la diócesis se encuentra en la ciudad de Ourinhos en donde se halla la Catedral del Señor Buen Jesús.
En 2019 en la diócesis existían 43 parroquias. 

## Historia
La diócesis fue erigida el 30 de diciembre de 1998 con la bula Ad aptius consulendum del papa Juan Pablo II, obteniendo el territorio de la arquidiócesis de Botucatu y de las diócesis de Assis e Itapeva.

## Estadísticas
De acuerdo al Anuario Pontificio 2020 la diócesis tenía a fines de 2019 un total de 296 350 fieles bautizados.
| Año                                                                             | Población            | Población | Población      | Sacerdotes | Sacerdotes    | Sacerdotes    | Bautizados por sacerdote | Diáconos permanentes | Religiosos | Religiosos | Parroquias |
| Año                                                                             | Bautizados católicos | Total     | % de católicos | Total      | Clero secular | Clero regular | Bautizados por sacerdote | Diáconos permanentes | Varones    | Mujeres    | Parroquias |
| ------------------------------------------------------------------------------- | -------------------- | --------- | -------------- | ---------- | ------------- | ------------- | ------------------------ | -------------------- | ---------- | ---------- | ---------- |
| 2000                                                                            | 270 000              | 300 000   | 90.0           | 38         | 13            | 25            | 7105                     |                      | 43         | 62         | 29         |
| 2001                                                                            | 264 000              | 292 602   | 90.2           | 41         | 14            | 27            | 6439                     |                      | 42         | 66         | 29         |
| 2002                                                                            | 147 305              | 294 610   | 50.0           | 42         | 15            | 27            | 3507                     |                      | 38         | 65         | 30         |
| 2004                                                                            | 147 305              | 294 610   | 50.0           | 39         | 16            | 23            | 3777                     |                      | 34         | 65         | 30         |
| 2013                                                                            | 300                  | 345 000   | 87.0           | 49         | 22            | 27            | 6128                     | 10                   | 45         | 66         | 36         |
| 2016                                                                            | 307 500              | 353 000   | 87.1           | 49         | 21            | 28            | 6275                     | 10                   | 43         | 34         | 41         |
| 2019                                                                            | 296 350              | 341 234   | 86.8           | 50         | 25            | 25            | 5927                     | 9                    | 30         | 55         | 43         |
| Fuente: Catholic-Hierarchy, que a su vez toma los datos del Anuario Pontificio. |                      |           |                |            |               |               |                          |                      |            |            |            |

## Episcopologio
- Salvatore Paruzzo (30 de diciembre de 1998-19 de mayo de 2021 retirado)
- Eduardo Vieira dos Santos, desde el 19 de mayo de 2021